# Fascio Giovanni Grion 1927-1928
Questa voce raccoglie le informazioni riguardanti il Fascio Giovanni Grion nelle competizioni ufficiali della stagione 1927-1928.

## Rosa
| N. |                   | Ruolo | Calciatore                        |
| -- | ----------------- | ----- | --------------------------------- |
|    | Italia (bandiera) | C     | Gino Brenco                       |
|    | Italia (bandiera) | A     | Francesco Cerdonio                |
|    | Italia (bandiera) | C     | Mario Colussi                     |
|    | Italia (bandiera) | D     | Alfredo Coverlizza                |
|    | Italia (bandiera) | P     | Giacomo Crismanich (Crismani)     |
|    | Italia (bandiera) | C     | Amedeo Defranceschi (I)           |
|    | Italia (bandiera) | A     | Egidio Defranceschi (II)          |
|    | Italia (bandiera) | A     | Giuseppe Depicolzuane (II)        |
|    | Italia (bandiera) | C     | Emanuele Depicolzuane (Lele) (IV) |
|    | Italia (bandiera) | A     | Lino Dinelli (I)                  |
|    | Italia (bandiera) | P     | Valerio Dinelli (II)              |

| N. |                   | Ruolo | Calciatore                      |
| -- | ----------------- | ----- | ------------------------------- |
|    | Italia (bandiera) | A     | Carlo Gasperutti                |
|    | Italia (bandiera) | C     | Nino Grünberger                 |
|    | Italia (bandiera) | D     | Nicolò Poiani                   |
|    | Italia (bandiera) | A     | Francesco Stocovaz (Stocco)     |
|    | Italia (bandiera) | D     | Rodolfo Tomich (Tomi)           |
|    | Italia (bandiera) | A     | Gino Ugo                        |
|    | Italia (bandiera) | C     | Mario Verk (Monti) (I)          |
|    | Italia (bandiera) | A     | Severino Vilfling (Villini) (I) |
|    | Italia (bandiera) | C     | Bruno Vucich (Vucini)           |
|    | Italia (bandiera) | A     | Vittorio Zucca                  |